# Deuce 'N Domino
Deuce 'N Domino es un equipo heel de lucha libre profesional que actualmente está compitiendo en el circuito independiente. que trabajó en la empresa World Wrestling Entertainment en su marca SmackDown! desde 2007 hasta 2008. El equipo estaba formado por Deuce y Domino junto a Cherry como mánager. El nombre de los integrantes del equipo son los nombres de 2 canciones del grupo de hard rock Kiss.
Su gimmick era el de un dúo de roqueros al estilo de los 50, con Cherry acompañándolos siempre en patines, haciendo bolas de chicle y vistiendo minifalda.

## Carrera

### Ohio Valley Wrestling
La pareja se formó en la promoción de desarrollo Ohio Valley Wrestling, cuando Deuce, reconociendo públicamente que Jimmy Snuka era su padre, decidió seguir un camino mejor en la vida; en lo que él mismo describe como algo que le habló. Domino (quien iba acompañado de Cherry) se burló de Deuce, pero aun así le ofreció formar equipo y "llevarlo de vuelta a una época que todo el mundo ama" (los años 50).
Los tres comenzaron a trabajar juntos en enero de 2006 como The Throwbacks, y posteriormente The Untouchables. El 19 de marzo de 2006, Deuce derrotó a Mike "The Miz" Mizanin, consiguiendo el Campeonato Sureño por Parejas de la OVW para él y su compañero después de que la pareja de Mizanin, Chris Cage, dejara la empresa y le obligara a defender el título en solitario. Retuvieron el campeonato menos de un mes, perdiéndolo ante Roadkill y Kasey James en una Triple Threat Match donde también participaron Kenny y Mikey. El equipo ganó el campeonato en parejas de la OVW frente a CM Punk y Seth Skyfire, perdiéndolo frente a Cody Rhodes y Shawn Spears junto con Cherry, quién se unió a los nuevos campeones tras el combate, acompañándolos como mánager. Luego, Rhodes y Spears dejaron el campeonato vacante, ganando el campeonato y a Cherry "The Untouchables", perdiéndolo después frente a Rhodes y Spears otra vez. También ganaron el Campeonato por Parejas de la DSW tras vencer a Mike Taylor y Tony Santarelli, perdiéndolo frente a The Majors Brothers

### SmackDown!
El equipo fue llamado al roster de SmackDown! en enero de 2007, con el equipo experimentando un cambio de nombre a "Deuce 'n Domino". A pesar del cambio de nombre, conservaron su personaje de roqueros al estilo de los 50, añadiendo a su entrada al ring una llegada en un coche de la época. Deuce 'n Domino ganaron su primera lucha en equipo.

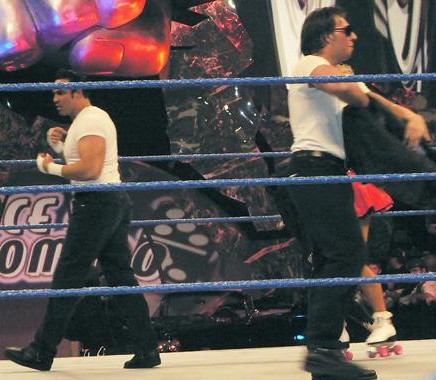
Deuce (izq.) y Domino (derecha) en un ring de la WWE.

En el episodio de 2 de febrero de SmackDown!, el equipo derrotó a los entonces Campeones en Parejas de la WWE Paul London & Brian Kendrick en un combate no titular. Deuce 'n Domino enfrentaron a London & Kendrick en un combate por el campeonato en el pay-per-view del mes de febrero No Way Out, pero perdieron cuando Kendrick cubrió a Deuce. El equipo no apareció en SmackDown en el mes siguiente a su derrota, reapareciendo el 6 de abril observando a London & Kendrick durante una pelea. La siguiente semana recibieron otra oportunidad por el título, pero fueron descalificados. Finalmente vencieron a London y Kendrick el 20 de abril en Milán, ganando el Campeonato por Parejas de la WWE después de que London intentara un moonsault y fallara, impidiéndole continuar, aplicándole a Kendrick un "West Side Stomp". Las dos parejas continuaron con su feudo hasta que los anteriores campeones fueron trasladados a RAW en el WWE Draft de junio.
El 24 de junio de 2007, en Vengeance lanzaron un desafío abierto por el título, respondiendo los miembros del Salón de la Fama Sgt. Slaughter y Jimmy "Superfly" Snuka, reteniéndolo después de revertir el "Superfly Splash", haciendo un pinfall. El 26 de junio de 2007, Domino sufrió una rotura de nariz contra el equipo Cryme Tyme. Su reinado como campeones en parejas terminó el 31 de agosto de 2007 cuando perdieron ante Matt Hardy y Montel Vontavious Porter. El dúo se enfrentó a los campeones con su derecho a revancha en Unforgiven, pero fueron derrotados.
Durante los últimos meses de 2007, Deuce 'n Domino participó en una rivalidad con guion corto con Hardy y MVP, Jimmy Wang Yang y Shannon Moore, Jesse y Festus, yFinlay y Hornswoggle. A principios de 2008, el equipo sufrió una serie de pérdidas. En 2008, participaron en WrestleMania 24 en una Battle Royal por el Campeonato de la ECW, siendo eliminados los primeros.
Lucharon contra Shannon Moore y Jimmy Wang Yang, lucha que ganaron Shannon y Jimmy. Durante un vídeo mostrado en WWE.com después de SmackDown!, Deuce y Domino abandonaron a Cherry diciéndole que no querían saber nada más de ella, tomando como nueva mánager a Maryse.
En 20 de junio de 2008, lucharon contra Jesse & Festus, pero cuando iba a empezar el combate, empezaron a pelear entre ellos, luego Festus hizo su movimiento final para la victoria sobre Domino y después de la lucha, Deuce golpeó a Domino. Deuce luego arrojó su chaqueta sobre Domino, disolviendo su asociación. En el Draft Supplemental 2008, Deuce fue enviado de Smackdown! a RAW, mientras que Domino se quedó en su marca, con lo que el equipo quedó roto definitivamente.

### Reunión fuera de WWE
Trece años después de la separación, Treiber, junto con Reiher y Drew, reformó el grupo Deuce 'n Domino y comenzó a aceptar contratos en el circuito independiente.

## En lucha
- Movimientos finales
  - Crack 'em in da Mouth[20] (Running low-angle big boot de Deuce a la cara de un oponente sentado después de un snapmare de Domino)
  - Combinación de bearhug de Domino y jumping hook kick de Deuce[21]
  - Combinación de cutter de Deuce y diving double axe handle de Domino - 2007

- Movimientos de firma
  - Slingshot suplex de Deuce seguido de diving elbow drop de Domino[22][23]
  - Combinación de vertical suplex de Domino y diving crossbody de Deuce
  - Combinación de front facelock de Domino y roll-up de Deuce[24]

- Managers
  - Cherry
  - Maryse

- Temas de entrada
  - "I'm All About Cool" por Jim Johnston[25] (WWE) [2007 - 2008]

## Campeonatos y logros
- World Wrestling Entertainment
  - WWE Tag Team Championship (1 vez)
- Deep South Wrestling
  - Deep South Tag Team Championship (1 vez)
- Ohio Valley Wrestling
  - OVW Southern Tag Team Championship (3 veces)